# Джуба (аеропорт)
Аеропорт «Джуба» — міжнародний аеропорт у столиці Південного Судану Джубі.

## Розташування
Аеропорт розташований у столиці Південного Судану Джубі, на північний схід від центрального ділового району, на західному березі Білого Нілу. Координати аеропорту:4° 52' 12.00" N, 31° 36' 0.00"E (Широта:4.8700; Довгота:31.6000).

## Опис
Аеропорт «Джуба» є одним з двох міжнародних аеропортів у Південному Судані. Іншим аеропортом є аеропорт «Малакаль». Аеропорт є центром міжнародних і місцевих пасажирських та вантажних перевезень Південного Судану. Крім того через аеропорт проходить багато гуманітарних вантажів ООН та неурядових організацій.  Аеропорт знаходиться на висоті 461 метрів (1 512 футів) над рівнем моря, і має одну злітно-посадочну смугу, довжина якої заходи 2 400 метрів (7 874 футів).

## Авіалінії та напрямки
| Авіакомпанія                            | Місто прибуття (аеропорт)             |
| --------------------------------------- | ------------------------------------- |
| African Express Airways                 | Найробі                               |
| Air Uganda                              | Ентеббе                               |
| Eagle Air                               | Ентеббе                               |
| East African Safari Air                 | Найробі                               |
| Egyptair                                | Каїр                                  |
| Ethiopian Airlines                      | Аддис-Абеба, Малакал                  |
| Feeder Airlines                         | Ентеббе, Хартум, Малакал, Румбек, Вау |
| Fly540                                  | Найробі                               |
| JetLink Express                         | Найробі                               |
| Kenya Airways                           | Найробі                               |
| Marsland Aviation                       | Хартум, Найробі                       |
| Nova Airline                            | Хартум                                |
| Royal Daisy Airlines                    | Ентеббе                               |
| Sudan Airways                           | Хартум, Найробі                       |
| United Nations Humanitarian Air Service | Рим                                   |

## Вантажні авіакомпанії та напрямки
| Авіакомпанія    | Місто прибуття (аеропорт) |
| --------------- | ------------------------- |
| Astral Aviation | Найробі                   |